# Jukebox Saturday Night
«Jukebox Saturday Night» es una canción grabada por la antigua banda de Peter Beckett y J.C. Crowley denominada Bandana, nombre que remplazó a Riff Raff. Fue publicada en 1975 por la compañía Haven Records cuyo compositor principal fue JC Crowley.

## Lista de pistas
| Lado A |                                   |          |  |
| N.º    | Título                            | Duración |  |
| 1.     | «Jukebox Saturday Night» (Stereo) | 3:22     |  |

| Lado B |                                 |          |  |
| N.º    | Título                          | Duración |  |
| 1.     | «Jukebox Saturday Night» (Mono) | 3:22     |  |